# Scleria skutchii
Scleria skutchii là loài thực vật có hoa trong họ Cói. Loài này được M.T.Strong & J.R.Grant miêu tả khoa học đầu tiên năm 1994.